# Nanteuil-la-Fosse
Nanteuil-la-Fosse é uma comuna francesa na região administrativa de Altos da França, no departamento de Aisne. Estende-se por uma área de 7,36 km². Em 2010 a comuna tinha 197 habitantes (densidade: 26,8 hab./km²).